# Велике князівство Рязанське
Рязанське велике князівство (у XII—XIV століттях — Рязанське князівство) — середньовічне феодальне державне утворення, що існувало з XIV по початок XVI століття на Середній Оці. Спочатку територія князівства входила до складу Чернігівської землі, а пізніше відокремилася в окреме Муромо-Рязанське князівство. З середини XII століття — Рязанське князівство зі столицею в Рязані. З XIV століття — велике князівство.

## Територія та уділи
Рязанське князівство займало територію від середньої Оки, де було серце Рязанських земель, до кордонів з Заліською землею на півночі, на півдні доходило до верхів'їв Дону і Воронежу, на заході - йшов по верхів'ї Дону до району міста Коломни де межувало з Чернігівським князівством. На південному-сході Рязанське князівство виходло в Дике Поле, де чітких меж не було і сусідами князівства були племена мордви та половці.
У  XIV ст. становище Рязанського князівства змінилось - частина північних земель була втрачена на користь Московії, південні райони постраждали від монгольського нашестя і обезлюдніли. Подібна доля спіткала і землі на правому березі у верхів'ях Дону, по яких проходив Муравський шлях, яким татари вторгались в Московські землі.

## Історія

### Виникнення князівства
Після вигнання Ярослава Святославича з Чернігова Всеволодом Ольговичем (1127) виникло князівство з центром в Муромі, що включало і Рязань (в історіографії називають Муромо-Рязанським князівством), виділилося зі складу Чернігівського князівства під владою нащадків Ярослава. Рязанське князівство виникло як уділ Муромо-Рязанського князівства у 1129 році. В кінці 1150-х років центр князівства перемістився з Мурома в Рязань, а з початку 1160-х років Муромське князівство вийшло з-під влади рязанських князів (проте, в історіографії існування Муромо-Рязанського князівства іноді доводять аж до монгольської навали). 

### Велике князівство Рязанське
Після монголо-татарського нашестя Муромське і Рязанське князівство остаточно відокремилися один від одного. Столиця Рязанського князівства була перенесена в Переяслав-Рязанський.